# Anybody Seen My Baby?
«Anybody Seen My Baby?» — песня британской рок-группы the Rolling Stones, появившаяся на их альбоме Bridges to Babylon 1997 года. Она добралась до 22 позиции на UK Singles Chart, тем самым став 38 песней группы, попавшей в Top-40 лучших песен в родной стране. Песня стала более успешной за границей, добравшись до вершины хит-парада RPM Top Singles в Канаде и LP3 в Польше, а также попав в двадцатку лучших песен в нескольких европейских странах, таких как Венгрия и Испания. В Соединённых Штатах песня добралась до 3 позиции в хит-параде Billboard Mainstream Rock.

## История и композиция
Написанная Миком Джаггером и Китом Ричардсом, в песне также указываются Кэтрин Дон Ланг и Ben Mink как соавторы. Песня известна своим припевом, который звучит поразительно похоже с хит-песней k.d. lang «Constant Craving». Джаггер и Ричардс утверждали, что никогда не слышали песню прежде и уже после написания песни обнаружили сходство. Как написал Ричардс в своей автобиографии Life, «Моя дочь Анджела и её друг были в Redlands и я играл эту запись и они начали петь совершенно другую песню поверх неё. Они слушали песню Кэтри Дон Ланг 'Constant Craving.' Это была Анджела и её друг, именно они заметили это».
В музыкальном плане композиция довольно необычна для творчества the Rolling Stones: в ней отчетливо слышны элементы R&B. Это достигается за счет басовой партии Джейми Мухоберак и семплов, созданных известным деятелем хип-хопа Бизом Марки («Anybody Seen My Baby?» — единственная песня группы, в которой используется семплирование).

## Релиз
Песня стала международным хитом в 1997 году, попав в 20-ку лучших песен в нескольких европейских странах, а также добравшись до 1-й позиции в хит-параде Канады и 3-го номера в хит-параде журнала Billboard Mainstream Rock Tracks в Соединённых Штатах.
Музыкальное видео, возможно, лучше всего запомнилось тем, что в нем снялась Анджелина Джоли. Она выглядит как стриптизерша, которая покидает середину выступления, чтобы побродить по Нью-Йорку.

## Хит-парады
| Хит-парад (1997)                           | Peak position |
| ------------------------------------------ | ------------- |
| Австрия (Ö3 Austria Top 40)                | 12            |
| Бельгия/Фландрия (Ultratip Bubbling Under) | 2             |
| Канада (RPM Top Singles)                   | 1             |
| Канада (RPM Adult Contemporary)            | 4             |
| Канада (RPM Rock/Alternative)              | 1             |
| Финляндия (Suomen virallinen lista)        | 11            |
| Германия (GfK)                             | 24            |
| Hungary (Mahasz)                           | 2             |
| Italy (Hit Parade Italia)                  | 10            |
| Нидерланды (Dutch Top 40)                  | 12            |
| Нидерланды (Single Top 100)                | 25            |
| Норвегия (VG-lista)                        | 14            |
| Poland (LP3)                               | 1             |
| Шотландия (OCC Scotland)                   | 18            |
| Spain (AFYVE)                              | 4             |
| Швеция (Sverigetopplistan)                 | 18            |
| Швейцария (Schweizer Hitparade)            | 26            |
| Великобритания (OCC UK Singles)            | 22            |
| США (Billboard Adult Alternative Songs)    | 2             |
| США (Billboard Mainstream Rock)            | 3             |

| Хит-парад (1997)                | Позиция |
| ------------------------------- | ------- |
| Canada Top Singles (RPM)        | 19      |
| Canada Adult Contemporary (RPM) | 41      |
| Canada Rock/Alternative (RPM)   | 27      |